# تشارلي ماكليود
تشارلي ماكليود (31 أكتوبر 1992 في المملكة المتحدة - ) (بالإنجليزية: Charlie MacLeod)‏ هو لاعب كريكت بريطاني. شارك مع منتخب إنجلترا للكريكت.

## وصلات خارجية
- تشارلي ماكليود على موقع إي آس بي آن كريك إنفو (الإنجليزية)